# Reprezentacja Danii na Mistrzostwach Europy w Wioślarstwie 2008
Reprezentacja Danii na Mistrzostwach Europy w Wioślarstwie 2008 liczyła 15 sportowców. Najlepszym wynikiem było 7. miejsce w czwórce bez sternika wagi lekkiej mężczyzn.

## Medale

### Złote medale
Brak

### Srebrne medale
Brak

### Brązowe medale
Brak

## Wyniki

### Konkurencje mężczyzn
- dwójka podwójna wagi lekkiej (LM2x): Christian Nielsen, Nicolai Skjølstrup – 11. miejsce
- czwórka bez sternika (M4-): Michael Ludwigsen, Mathias Lyster, Emil Kjerri, Christian Asmussen – 10. miejsce
- czwórka podwójna (M4x): Hans Christian Sørensen, Henrik Stephansen, Steffen Jensen, Rasmus Quist – 8. miejsce
- czwórka bez sternika wagi lekkiej (LM4-): Ulrik Romme, Christian Mølvig, Jacob Barsøe, Ulrich Høgstedt – 7. miejsce

### Konkurencje kobiet
- jedynka (W1x): Ulla Hvid-Fogh – 8. miejsce